# Saint-Symphorien-des-Bruyères
 Saint-Symphorien-des-Bruyères  es una población y comuna francesa, situada en la región de Normandía, departamento de Orne, en el distrito de Mortagne-au-Perche y cantón de L'Aigle-Ouest.

## Demografía
| 360 | 345 | 391 | 438 | 504 | 497 |
| Para los censos de 1962 a 1999 la población legal corresponde a la población sin duplicidades (Fuente: INSEE [Consultar]) |     |     |     |     |     |